# Wendy Simms
Wendy Simms es un personaje de ficción de la serie de televisión CSI: Crime Scene Investigation, emitida por la cadena CBS.
Wendy es Técnica de ADN, y trabaja conjuntamente con los CSI en el Departamento de Policía de Las Vegas, en Nevada. El personaje es encarnado por la actriz Liz Vassey.

## Biografía
Simms, trabajó por un tiempo en San Francisco, California, antes de mudarse a Las Vegas para tomar la posición de Técnica en ADN ("Secrets and Flies"). En el episodio de la séptima temporada "Lab Rats" ayuda a David Hodges a investigar el caso del asesino de las miniaturas. Los dos personajes tienen una constante rivalidad en curso. Hodges se queja de que Simms trata de hacerse cargo de todo y cree que es "demasiado buena" para el laboratorio. Simms, por su parte, insulta a Hodges llamándolo "freakboy" y "perdedor", pero alaba a sus métodos de investigación. Wendy tiene una reputación de ser algo torpe en torno al trabajo. En el episodio "The Theory of Everything" se revela que ella es una gran fan de Star Trek.
Más tarde, se siente decepcionada cuando se entera de que Hodges mintió a Grissom acerca de la ayuda que había obtenido por parte de los técnicos de laboratorio para investigar del asesino en miniatura. En una entrevista con TV Guide, Vassey comenta que su personaje debió haber sido un nerd durante sus días de escuela secundaria. En el artículo, el actor Wallace Langham, que interpreta a Hodges, señaló que su personaje está enamorado de Simms. En el episodio "Lab Rats", Wendy deja una frase sin terminar, donde dice "No puedo creer que por medio segundo en realidad pensé que podría..." y se pone a la defensiva cuando Hodges le pregunta acerca qué se refería. En "You Kill Me", se ve la fricción creada entre Hodges y Simms cuando ella, descubre que Hodges ha estado trabajando en un juego de mesa llamado "Lab Rats" basado en el laboratorio CSI, que incluía una caricatura de Simms como "Mindy Bimms, la torpe pero pechugona Técnica de ADN". (Lo de "pechugona" proviene del episodio de la octava temporada "The Chick Chop Flick Shop, en el que Wendy revela que recibió 600 dólares por una actuación que realizó en una película de terror después de salir de la universidad, donde se discute sobre el tamaño del pecho de Simms.)
En el episodio de 2009 "A Space Oddity", se revela que Simms y Hodges comparten el gusto por la década del 60, y por la serie de televisión de ciencia ficción "Astro Quest", donde Wendy asistió a una convención de fanes con un traje basado en un uniforme de la serie. Esto hace que Hodges tenga constantes fantasías con ella y diversos personajes del show, algo que afecta con el rendimiento de su trabajo y que él atribuye a Wendy. Durante la posterior investigación de un asesinato en la convención, los dos parecen tener una conexión con Simms, con Hodges invitándola a su casa a ver algunos episodios de la serie. Sin embargo, Hodges cesa el coqueteo después de que Catherine Willows le sugiere que una relación entre los dos se traduciría en una necesidad de cambiar turnos en el trabajo, además, sus fantasías afectan al mismo. Los demás CSI del laboratorio han notado la tensión (incluso asesorando a Hodges a dar el primer paso). El episodio termina cuando Hodges le dice a Simms "Jihw-CHOK chom-CHEM jag-eej BRYCE cichoki", frase en un idioma de "Astro Quest", que posteriormente Simms descifra y que significa "Fuimos hechos el uno al otro." (El episodio introduce un error menor de continuidad, ya que Simms declaró en aquel episodio que "Astro Quest fue "el mayor espectáculo de ciencia ficción de todos los tiempos", a pesar de haber declarado anteriormente su gusto por Star Trek. Sin embargo, Astro Quest es un fino guiño encubierto al mismo Star Trek.)
En el episodio "You Kill Me", Wendy le dice a Hodges enfáticamente que cumplió 35 en octubre, poniendo su nacimiento en 1972.
En la temporada 10, Wendy Simms aparece por primera vez en los créditos iniciales como personaje principal.
Liz Vassey dejará la serie, pero regresará como estrella invitada especial en los episodios para concluir su historia. Ella va a decir adiós al equipo, incluyendo a Hodges.